# Black Reel Awards
Black Reel Awards je filmska i televizijska nagrada utemeljena 2000. godine isključivo za crnce, a osnivači nagrade su Tim Gordon i Sabrina McNeal. Nagradu dodjeljuje Zaklada za promicanje Afroamerikanaca u filmskoj umjetnosti (eng. The Foundation for the Advancement of African Americans in Film) ili skraćeno FAAAF, neprofitna odrganizacija za naobrazbu Afroamerikanaca na području filmske umjetnosti. Kroz programe Zaklade, osnovnoškolci i srednjoškolci dobiavju stipendije i durge novčane poticaje, a ako završe i fakultet Zaklada ih pokušava zaposliti u filsmkoj industriji. 2015. Zaklada je promijenila ime u The Foundation for the Augmentation of African-Americans in Film odnosno u prijevodu Zaklada za povećanje broja Aforamerikanaca u filmu.

## Nagrade

### Filmske nagrade
- Nagrada za najbolji film
- Nagrada za najboljeg sporednog glumca
- Nagrada za najbolju sporednu glumicu
- Nagrada za najbolji scenarij
- Nagrada za najbolju originalnu ili prilagođenu pjesmu
- Nagrada za najbolju vokalnu izvedbu
- Nagrada za najbolji kratki film
- Nagrada za najbolji strani film
- Nagrada za najbolji dugometražni dokumetarni film
- Nagrada za najbolji neovisni dokumentarni film
- Nagrada za najbolji neovisni film

#### Ugašene nagrade
- Nagrada za najbolji filmski plakat
- Nagrada za najbolji nosač zvuka (soundtrack)
- Nagrada za najboljeg glumca (neovisni film)
- Nagrada za najbolju glumicu (neovisni film)

### Televizijske nagrade
- Nagrada za najbolju miniseriju ili film
- Nagrada za najbolji televizijski dokumentarac
- Nagrada za najboljeg glumca; miniserija ili film
- Nagrada za najbolju glumcicu; miniserija ili film

#### Ugašene nagrade
- Nagrada za najbolji originalni televizijski program

## Vanjske poveznice
- (engl.) Službena internetska stranica